# 공로메달

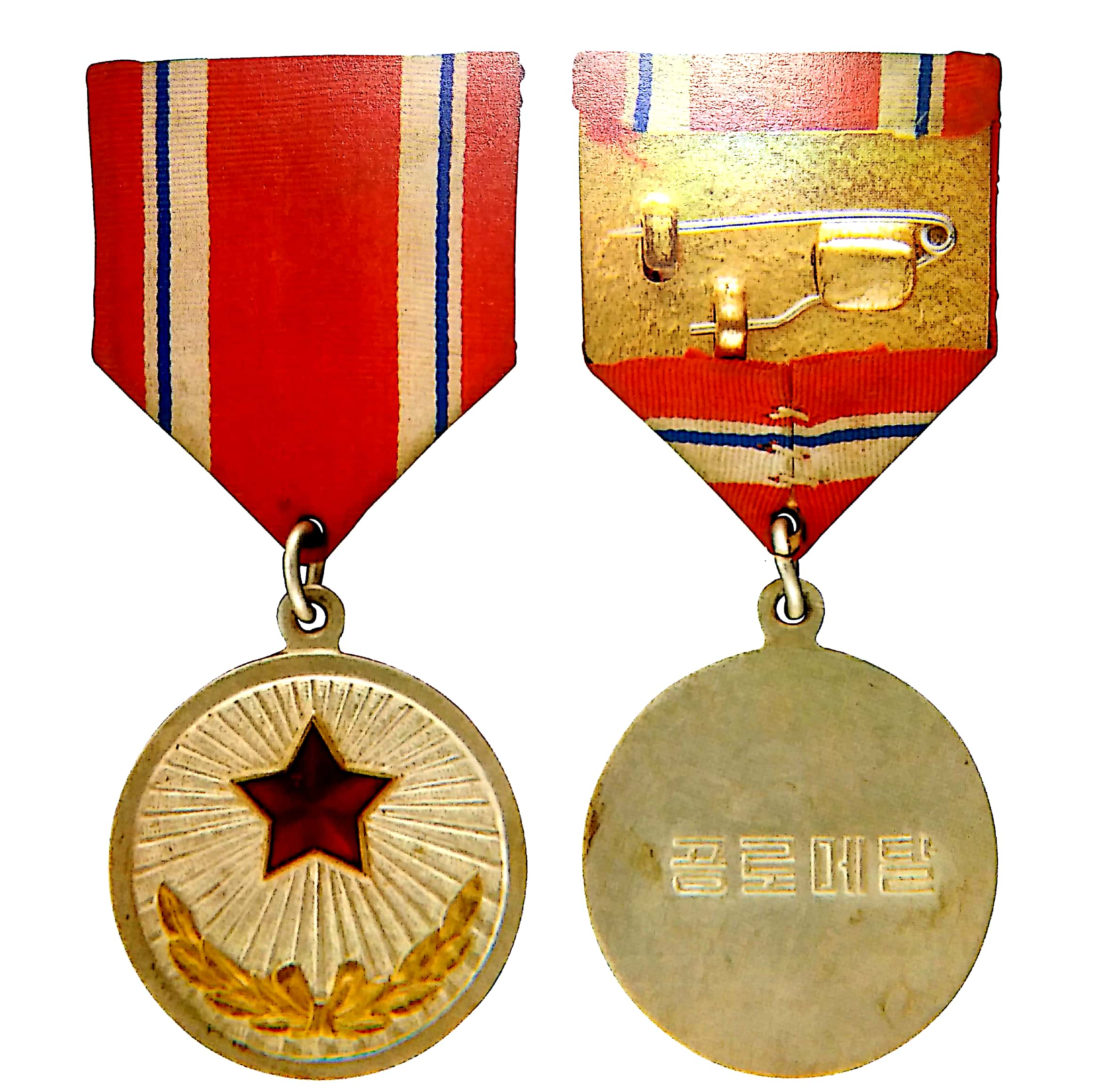
1960~2000년대 공로메달

공로메달(功勞-)은 1949년 6월 13일 조선민주주의인민공화국 최고인민회의 상임위원회 정령으로 제정된 메달로, 주로 민간 부문의 사회적 공로에 대하여 수여한다.